# Bradley Klahn
Bradley Klahn (* 20. August 1990 in Poway, Kalifornien) ist ein ehemaliger US-amerikanischer Tennisspieler.

## Karriere
Klahn spielte erstmals im Alter von 11 Jahren Tennis. Auf der ITF Junior Tour war er bereits erfolgreich und konnte Platz 14 bei den Junioren erreichen.
Im College Tennis feierte er bei den ITA Division I Regional Championships 2009 mit seiner Hochschule, der Stanford University, Erfolge. 2010 gewann er die NCAA Singles Championships.
Sein erstes Spiel auf der ATP World Tour bestritt er, dank einer Wildcard, bei den US Open 2010, wo er in der ersten Runde an seinem Landsmann Sam Querrey scheiterte. Das Jahr beendete er an Position 798 der Tennisweltrangliste. Im Februar 2011 bestritt er dann sein zweites Spiel auf dieser Stufe und verlor erneut seine Auftaktpartie gegen Gaël Monfils bei Turnier in San José. Seinen ersten Erfolg auf der höchsten Stufe hatte er bei den US Open 2012, wo er in einem Fünf-Satz-Match den Österreicher Jürgen Melzer besiegen konnte. In der zweiten Runde scheiterte er in drei Sätzen am Franzosen Richard Gasquet. Auf der ATP Challenger Tour erreichte er im Juli 2013 in Winnetka sein erstes Finale, das er gegen Jack Sock in zwei Sätzen verlor. Noch im selben Monat unterlag er in einem weiteren Finale in Binghamton Alex Kuznetsov in drei Sätzen. Im August 2013 gewann er sein erstes Einzelturnier der Challenger Tour, als er in Aptos in drei Sätzen gegen Daniel Evans gewann.
Nachdem er zuletzt Anfang 2015 Matches gespielt hatte, musste er sich einer Operation am Rücken unterziehen, der ihm vorher Probleme bereitete. Nach 21-monatiger Pause kehrte er Ende 2016 auf die Tour zurück, als er eine Wildcard für die Qualifikation des Challengers in Champaign bekam. Dort rückte er bis ins Viertelfinale vor. 2017 spielte er hauptsächlich auf der Challenger Tour und gewann in Gatineau die Doppelkonkurrenz.
Im August 2023 beendete Klahn seine aktive Profikarriere.

## Erfolge
| Legende (Anzahl der Siege)  |
| Grand Slam                  |
| ATP World Tour Finals       |
| ATP World Tour Masters 1000 |
| ATP World Tour 500          |
| ATP World Tour 250          |
| ATP Challenger Tour (16)    |

### Einzel

#### Turniersiege
| Nr. | Datum             | Turnier   | Belag     | Finalgegner     | Ergebnis       |
| --- | ----------------- | --------- | --------- | --------------- | -------------- |
| 1.  | 11. August 2013   | Aptos     | Hartplatz | Daniel Evans    | 3:6, 7:65, 6:4 |
| 2.  | 10. November 2013 | Yeongwol  | Hartplatz | Taro Daniel     | 7:65, 6:2      |
| 3.  | 26. Januar 2014   | Maui      | Hartplatz | Yang Tsung-hua  | 6:2, 6:3       |
| 4.  | 9. Februar 2014   | Adelaide  | Hartplatz | Tatsuma Itō     | 6:3, 7:69      |
| 5.  | 3. November 2014  | Traralgon | Hartplatz | Jarmere Jenkins | 7:65, 6:1      |
| 6.  | 22. Juli 2018     | Gatineau  | Hartplatz | Ugo Humbert     | 6:3, 7:65      |
| 7.  | 18. November 2018 | Houston   | Hartplatz | Roy Smith       | 7:64, 7:64     |
| 8.  | 14. Juli 2019     | Winnetka  | Hartplatz | Jason Kubler    | 6:2, 7:5       |

### Doppel

#### Turniersiege
| Nr. | Datum             | Turnier      | Belag     | Partner         | Finalgegner                              | Ergebnis          |
| --- | ----------------- | ------------ | --------- | --------------- | ---------------------------------------- | ----------------- |
| 1.  | 21. Juli 2013     | Binghamton   | Hartplatz | Michael Venus   | Adam Feeney John-Patrick Smith           | 6:3, 6:4          |
| 2.  | 16. November 2013 | Yokohama (1) | Hartplatz | Michael Venus   | Sanchai Ratiwatana Sonchat Ratiwatana    | 7:5, 6:1          |
| 3.  | 12. Oktober 2014  | Tiburon      | Hartplatz | Adil Shamasdin  | Carsten Ball Matt Reid                   | 7:5, 6:2          |
| 4.  | 15. November 2014 | Yokohama (2) | Hartplatz | Matt Reid       | Marcus Daniell Artem Sitak               | 4:6, 6:4, [10:7]  |
| 5.  | 22. Juli 2017     | Gatineau (1) | Hartplatz | Jackson Withrow | Hans Hach Verdugo Vincent Millot         | 6:2, 6:3          |
| 6.  | 20. Mai 2018      | Bordeaux     | Sand      | Peter Polansky  | Guillermo Durán Máximo González          | 3:6, 6:3, [10:7]  |
| 7.  | 21. Juli 2018     | Gatineau (2) | Hartplatz | Robert Galloway | Darian King Peter Polansky               | 7:64, 4:6, [10:8] |
| 8.  | 13. Juli 2019     | Winnetka     | Hartplatz | JC Aragone      | Christopher Eubanks Thai-Son Kwiatkowski | 7:5, 6:4          |